# Mohammed al-Bashir
Mohammed al-Bashir (arabiska: محمد البشير, Muhammad al-Bashir), född cirka 1983 i den syriska provinsen Idlib, är en syrisk politiker (Hayat Tahrir al-Sham) och ingenjör. Han var Syriens premiärminister i den syriska övergångsregeringen från 10 december 2024 till den 29 mars 2025. Han är sedan 29 mars 2025 landets energiminister

## Biografi
Mohammed al-Bashir tog examen i elektroteknik vid universitetet i Aleppo 2007. År 2011 hade al-Bashir blivit chef för avdelningen för precisionsinstrument vid Syrian Gas Companys gasanläggning. Efter utbrottet av det syriska inbördeskriget blev han chef för al-Amal utbildningsinstitut, som gav utbildning till barn som drabbats av kriget. 2021 tog han en examen i sharialag och juridik från universitetet i Idlib. Han var guvernör för rebellernas fäste Idlib. Efter störtandet av president Bashar al-Assad blev han premiärminister för den nya syriska övergångsregeringen och efterträdde Mohammad Ghazi al-Jalali. Enligt egna uppgifter ämnade al-Bashir att kvarstå som Syriens premiärminister fram till mars 2025. Den 29 mars 2025 avskaffades syriens premiärministersämbete och al-Bashir tillträdde istället som energiminister.